# 5e étape du Tour de France 2000
Pour un article plus général, voir Tour de France 2000.
La 5e étape du Tour de France 2000 du 5 juillet 2000 s'est déroulée entre les villes de Vannes et de Vitré sur une distance de 202 km. L'Allemand Marcel Wüst s'est imposé au sprint.

## Classement de l'étape
| \| Classement de l'étape \| Classement de l'étape \| Classement de l'étape \| Classement de l'étape \| Classement de l'étape \| \| Coureur \| Coureur \| Pays \| Équipe \| Temps \| \| --------------------- \| --------------------- \| --------------------- \| ----------------------- \| --------------------- \| \| 1er \| Marcel Wüst \| Allemagne \| Festina \| 4 h 19 min 05 s \| \| 2e \| Erik Zabel \| Allemagne \| Deutsche Telekom \| + 0 s \| \| 3e \| Stefano Zanini \| Italie \| Mapei-Quick Step \| + 0 s \| \| 4e \| Tom Steels \| Belgique \| Mapei-Quick Step \| + 0 s \| \| 5e \| Salvatore Commesso \| Italie \| Saeco-Valli & Valli \| + 0 s \| \| 6e \| Robbie McEwen \| Australie \| Farm Frites \| + 0 s \| \| 7e \| Jans Koerts \| Pays-Bas \| Farm Frites \| + 0 s \| \| 8e \| Stuart O'Grady \| Australie \| Crédit Agricole \| + 0 s \| \| 9e \| Romāns Vainšteins \| Lettonie \| Vini Caldirola-Sidermec \| + 0 s \| \| 10e \| Emmanuel Magnien \| France \| La Française des jeux \| + 0 s \| |                    |           |                         |                 |
| |                    |           |                         |                 |
| |                    |           |                         |                 |
| Classement de l'étape |                    |           |                         |                 |
| Coureur | Coureur            | Pays      | Équipe                  | Temps           |
| 1er | Marcel Wüst        | Allemagne | Festina                 | 4 h 19 min 05 s |
| 2e | Erik Zabel         | Allemagne | Deutsche Telekom        | + 0 s           |
| 3e | Stefano Zanini     | Italie    | Mapei-Quick Step        | + 0 s           |
| 4e | Tom Steels         | Belgique  | Mapei-Quick Step        | + 0 s           |
| 5e | Salvatore Commesso | Italie    | Saeco-Valli & Valli     | + 0 s           |
| 6e | Robbie McEwen      | Australie | Farm Frites             | + 0 s           |
| 7e | Jans Koerts        | Pays-Bas  | Farm Frites             | + 0 s           |
| 8e | Stuart O'Grady     | Australie | Crédit Agricole         | + 0 s           |
| 9e | Romāns Vainšteins  | Lettonie  | Vini Caldirola-Sidermec | + 0 s           |
| 10e | Emmanuel Magnien   | France    | La Française des jeux   | + 0 s           |

## Classement général
À la suite de cette étape qui s'est terminée au sprint, nous ne remarquons que peu de changement au classement général. Il est toujours dominé par le Français Laurent Jalabert (ONCE-Deutsche Bank) devant son coéquipier l'Espagnol David Cañada et l'Américain Lance Armstrong (US Postal Service). Cependant, avec les nombreuses cassures retenues sur la ligne d'arrivée, Armstrong reprend 10 secondes et l'Autrichien Peter Luttenberger (ONCE) gagne 3 places et remonte en huitième position.
| \| Classement général \| Classement général \| Classement général \| Classement général \| Classement général \| \| Coureur \| Coureur \| Pays \| Équipe \| Temps \| \| ------------------ \| ------------------- \| ------------------ \| ------------------ \| ------------------ \| \| 1er \| Laurent Jalabert \| France \| ONCE-Deutsche Bank \| 14 h 28 min 25 s \| \| 2e \| David Cañada \| Espagne \| ONCE-Deutsche Bank \| + 12 s \| \| 3e \| Lance Armstrong \| États-Unis \| US Postal Service \| DQ \| \| 4e \| Abraham Olano \| Espagne \| ONCE-Deutsche Bank \| + 33 s \| \| 5e \| Viatcheslav Ekimov \| Russie \| US Postal Service \| + 43 s \| \| 6e \| Nicolas Jalabert \| France \| ONCE-Deutsche Bank \| + 49 s \| \| 7e \| José Iván Gutiérrez \| Espagne \| ONCE-Deutsche Bank \| + 49 s \| \| 8e \| Peter Luttenberger \| Autriche \| ONCE-Deutsche Bank \| + 51 s \| \| 9e \| Marcos Serrano \| Espagne \| ONCE-Deutsche Bank \| + 52 s \| \| 10e \| Miguel Ángel Peña \| Espagne \| ONCE-Deutsche Bank \| + 54 s \| |                     |            |                    |                  |
| |                     |            |                    |                  |
| |                     |            |                    |                  |
| Classement général |                     |            |                    |                  |
| Coureur | Coureur             | Pays       | Équipe             | Temps            |
| 1er | Laurent Jalabert    | France     | ONCE-Deutsche Bank | 14 h 28 min 25 s |
| 2e | David Cañada        | Espagne    | ONCE-Deutsche Bank | + 12 s           |
| 3e | Lance Armstrong     | États-Unis | US Postal Service  | DQ               |
| 4e | Abraham Olano       | Espagne    | ONCE-Deutsche Bank | + 33 s           |
| 5e | Viatcheslav Ekimov  | Russie     | US Postal Service  | + 43 s           |
| 6e | Nicolas Jalabert    | France     | ONCE-Deutsche Bank | + 49 s           |
| 7e | José Iván Gutiérrez | Espagne    | ONCE-Deutsche Bank | + 49 s           |
| 8e | Peter Luttenberger  | Autriche   | ONCE-Deutsche Bank | + 51 s           |
| 9e | Marcos Serrano      | Espagne    | ONCE-Deutsche Bank | + 52 s           |
| 10e | Miguel Ángel Peña   | Espagne    | ONCE-Deutsche Bank | + 54 s           |

## Classements annexes
| Classement par points | Classement par points | Classement par points | Classement par points | Classement par points |
| Coureur               | Coureur               | Pays                  | Équipe                | Points                |
| --------------------- | --------------------- | --------------------- | --------------------- | --------------------- |
| 1er                   | Tom Steels            | Belgique              | Mapei-Quick Step      | 94 pts                |
| 2e                    | Marcel Wüst           | Allemagne             | Festina               | 87 pts                |
| 3e                    | Erik Zabel            | Allemagne             | Deutsche Telekom      | 84 pts                |
| 4e                    | Stuart O'Grady        | Australie             | Crédit Agricole       | 72 pts                |
| 5e                    | Jans Koerts           | Pays-Bas              | Farm Frites           | 59 pts                |

| Classement par points | Classement par points | Classement par points | Classement par points | Classement par points |
| Coureur               | Coureur               | Pays                  | Équipe                | Points                |
| --------------------- | --------------------- | --------------------- | --------------------- | --------------------- |
| 1er                   | Tom Steels            | Belgique              | Mapei-Quick Step      | 94 pts                |
| 2e                    | Marcel Wüst           | Allemagne             | Festina               | 87 pts                |
| 3e                    | Erik Zabel            | Allemagne             | Deutsche Telekom      | 84 pts                |
| 4e                    | Stuart O'Grady        | Australie             | Crédit Agricole       | 72 pts                |
| 5e                    | Jans Koerts           | Pays-Bas              | Farm Frites           | 59 pts                |

| Classement de la montagne | Classement de la montagne | Classement de la montagne | Classement de la montagne | Classement de la montagne |
| Coureur                   | Coureur                   | Pays                      | Équipe                    | Points                    |
| ------------------------- | ------------------------- | ------------------------- | ------------------------- | ------------------------- |
| 1er                       | Paolo Bettini             | Italie                    | Mapei-Quick Step          | 13 pts                    |
| 2e                        | Sébastien Demarbaix       | Belgique                  | Lotto-Adecco              | 10 pts                    |
| 3e                        | Markus Zberg              | Suisse                    | Rabobank                  | 8 pts                     |
| 4e                        | Richard Virenque          | France                    | Polti                     | 5 pts                     |
| 5e                        | Jacky Durand              | France                    | Lotto-Adecco              | 5 pts                     |

| Classement de la montagne | Classement de la montagne | Classement de la montagne | Classement de la montagne | Classement de la montagne |
| Coureur                   | Coureur                   | Pays                      | Équipe                    | Points                    |
| ------------------------- | ------------------------- | ------------------------- | ------------------------- | ------------------------- |
| 1er                       | Paolo Bettini             | Italie                    | Mapei-Quick Step          | 13 pts                    |
| 2e                        | Sébastien Demarbaix       | Belgique                  | Lotto-Adecco              | 10 pts                    |
| 3e                        | Markus Zberg              | Suisse                    | Rabobank                  | 8 pts                     |
| 4e                        | Richard Virenque          | France                    | Polti                     | 5 pts                     |
| 5e                        | Jacky Durand              | France                    | Lotto-Adecco              | 5 pts                     |

| Classement du meilleur jeune | Classement du meilleur jeune | Classement du meilleur jeune | Classement du meilleur jeune    | Classement du meilleur jeune |
| Coureur                      | Coureur                      | Pays                         | Équipe                          | Temps                        |
| ---------------------------- | ---------------------------- | ---------------------------- | ------------------------------- | ---------------------------- |
| 1er                          | David Cañada                 | Espagne                      | ONCE-Deutsche Bank              | 14 h 28 min 37 s             |
| 2e                           | José Iván Gutiérrez          | Espagne                      | ONCE-Deutsche Bank              | + 37 s                       |
| 3e                           | Magnus Bäckstedt             | Suède                        | Crédit Agricole                 | + 2 min 07 s                 |
| 4e                           | David Millar                 | Royaume-Uni                  | Cofidis-Le Crédit par Téléphone | + 2 min 15 s                 |
| 5e                           | Grischa Niermann             | Allemagne                    | Rabobank                        | + 3 min 26 s                 |

| Classement du meilleur jeune | Classement du meilleur jeune | Classement du meilleur jeune | Classement du meilleur jeune    | Classement du meilleur jeune |
| Coureur                      | Coureur                      | Pays                         | Équipe                          | Temps                        |
| ---------------------------- | ---------------------------- | ---------------------------- | ------------------------------- | ---------------------------- |
| 1er                          | David Cañada                 | Espagne                      | ONCE-Deutsche Bank              | 14 h 28 min 37 s             |
| 2e                           | José Iván Gutiérrez          | Espagne                      | ONCE-Deutsche Bank              | + 37 s                       |
| 3e                           | Magnus Bäckstedt             | Suède                        | Crédit Agricole                 | + 2 min 07 s                 |
| 4e                           | David Millar                 | Royaume-Uni                  | Cofidis-Le Crédit par Téléphone | + 2 min 15 s                 |
| 5e                           | Grischa Niermann             | Allemagne                    | Rabobank                        | + 3 min 26 s                 |

| Classement par équipes | Classement par équipes | Classement par équipes | Classement par équipes |
| Équipe                 | Équipe                 | Pays                   | Temps                  |
| ---------------------- | ---------------------- | ---------------------- | ---------------------- |
| 1re                    | ONCE-Deutsche Bank     | Espagne                | 43 h 25 min 50 s       |
| 2e                     | US Postal Service      | États-Unis             | + 1 min 05 s           |
| 3e                     | Deutsche Telekom       | Allemagne              | + 4 min 15 s           |
| 4e                     | Crédit Agricole        | France                 | + 5 min 17 s           |
| 5e                     | Festina                | France                 | + 6 min 51 s           |

| Classement par équipes | Classement par équipes | Classement par équipes | Classement par équipes |
| Équipe                 | Équipe                 | Pays                   | Temps                  |
| ---------------------- | ---------------------- | ---------------------- | ---------------------- |
| 1re                    | ONCE-Deutsche Bank     | Espagne                | 43 h 25 min 50 s       |
| 2e                     | US Postal Service      | États-Unis             | + 1 min 05 s           |
| 3e                     | Deutsche Telekom       | Allemagne              | + 4 min 15 s           |
| 4e                     | Crédit Agricole        | France                 | + 5 min 17 s           |
| 5e                     | Festina                | France                 | + 6 min 51 s           |